# 同余体
同余体（どうよたい、英語: isodiapher）は、中性子と陽子の数の差が等しい核種のことである。また、この値を中性子過剰数（、isotopic number）という。例えば 234Th（陽子90個、中性子144個）と 238U（陽子92個、中性子146個）はともに中性子過剰数が54で等しいので同余体である。同余体同士は異なる元素であるので化学的性質は異なる。
アルファ崩壊では陽子と中性子が2つずつ減少するので、親核種と娘核種は同余体となる。
安定核種が最も多いのは中性子過剰数が1の同余体で16種ある。中性子過剰数が負の同余体で安定なのは 1H と 3He のみである。